# Breitendorf

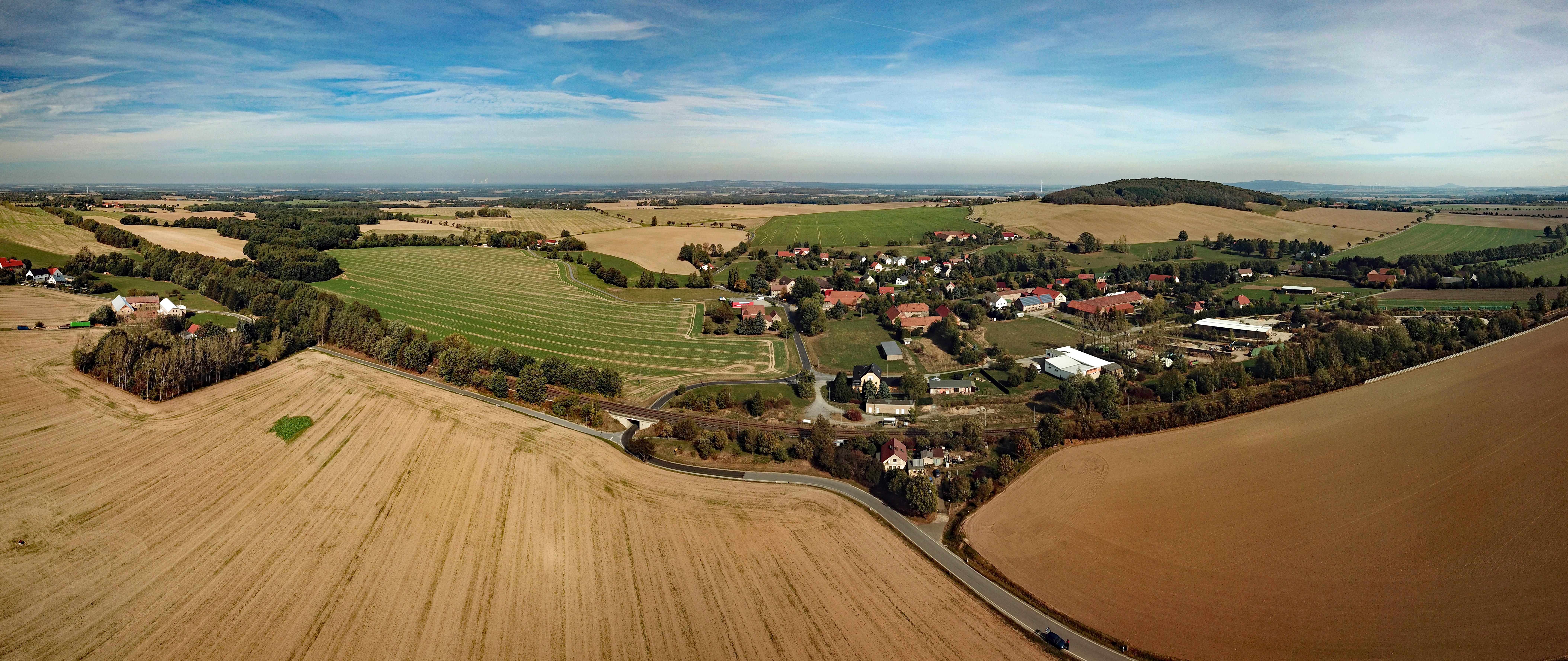
Luftbildpanorama

Breitendorf (sorbisch Wujezdⓘ) ist ein Dorf und ein Gemeindeteil der Gemeinde Hochkirch am östlichen Rand des Landkreises Bautzen in Sachsen.

## Geografie

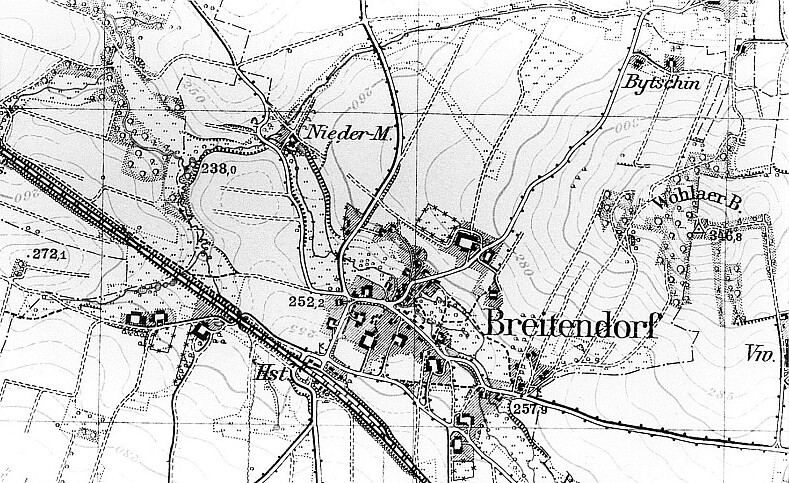
Breitendorf und nähere Umgebung

An die 3,74 Quadratkilometer umfassende Breitendorfer Flur grenzen Zschorna und Spittel im Norden, Wohla im Osten sowie Eiserode und Lehn im Süden. Die höchste Erhebung ist der Wohlaer Berg (obersorbisch Byčin) nordöstlich des Dorfes, der unter anderem im Siebenjährigen Krieg als „Feldherrenhügel der Oberlausitz“ bekannt wurde.  Von der vorgelagerten, 346 Meter über dem Meeresspiegel liegenden Erhebung bietet sich bei gutem Wetter ein bis zu 50 km weiter Blick zur Heide- und Teichlandschaft im Norden.

## Geschichte

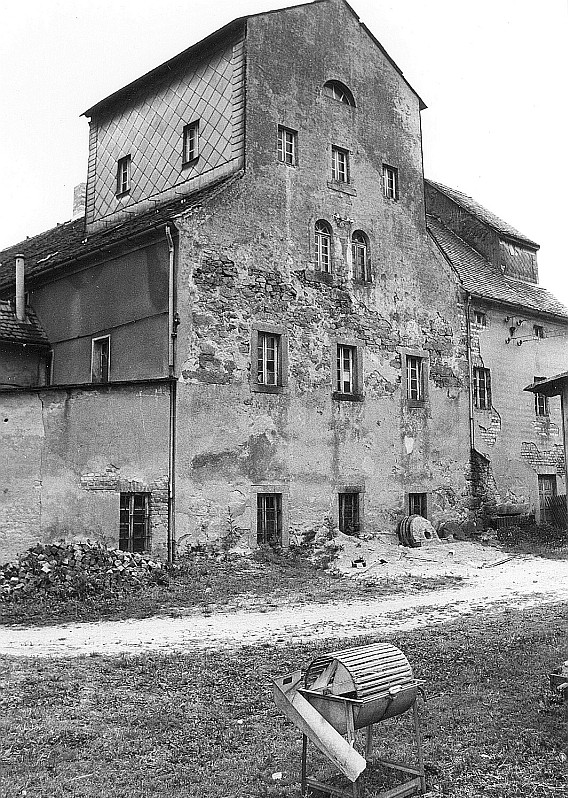
Ober- oder Lowkemühle in Breitendorf

Der Ort wurde erstmals urkundlich im Jahre 1252 unter seinem sorbischen Namen als Wgest (vgl. wujězd, „Ausfahrt“) erwähnt. Der deutsche Name ist zum ersten Mal 1390 verzeichnet und wurde seitdem verwendet.
Die Gemeinde gehörte lange Zeit zur Amtshauptmannschaft Löbau (bis 1952) und später zum Kreis Löbau (1979–1994), die Zugehörigkeit wechselte mehrmals zwischen Bautzen und Löbau. Im Zuge der Kreisreform 1994 konnten die Einwohner in einem Bürgerentscheid zwischen dem Anschluss an Kittlitz oder Hochkirch wählen. Der Ort kam damit wieder zum Landkreis Bautzen.
Im Dorf wurden zwei vom Buttermilchwasser – dem Oberlauf des Kotitzer Wassers – angetriebene Mühlen mit jeweils eigenen Mühlteichen betrieben, genannt Ober- oder Lowkemühle sowie Niedermühle. Der Teich der Obermühle ist heute noch teilweise erhalten und wird als Löschwasserteich instand gehalten.

## Bevölkerung
Für seine Statistik über die sorbische Bevölkerung in der Oberlausitz ermittelte Arnošt Muka in den achtziger Jahren des 19. Jahrhunderts eine Bevölkerungszahl von 281, darunter 261 Sorben (93 %) und 20 Deutsche. Die amtliche Volkszählung von 1875 gibt einen sorbischen Bevölkerungsanteil von 89 % an (220 von 247).
Mit dem Ende des Zweiten Weltkriegs 1945 stieg die Einwohnerzahl unter anderem durch die Aufnahme von Flüchtlingen und Vertriebenen auf zeitweise 327. Ernst Tschernik zählte in der Gemeinde Breitendorf 1956 einen sorbischsprachigen Anteil von nur noch 20 % der Bevölkerung. Seitdem ist der Gebrauch des Sorbischen im Ort weiter stark zurückgegangen.
Um 1990 betrug die Einwohnerzahl rund 190. Bis 1997 stieg die Zahl zeitweise auf rund 230 an, ging seitdem aber wieder zurück und beträgt seit 2005 rund 180 Einwohner.

### Religion
Die Bevölkerung ist größtenteils evangelisch-lutherisch. Neben Jauernick gehört Breitendorf als Teil der politischen Gemeinde Hochkirch nicht der dortigen Kirchgemeinde an, sondern ist nach Kittlitz gepfarrt.

### Persönlichkeiten
- Johann Hortzschansky (* 1722 in Breitendorf; † 1799 in Görlitz) war ein sorbischer Pädagoge, Historiker und Philologe.

## Wirtschaft und Infrastruktur
Im Dorf bestand eine eigene Schule, die von 1838 bis 1973 betrieben wurde. Das erste, 1837 erbaute Schulhaus wurde 1878 durch einen größeren Neubau auf einem benachbarten Grundstück ergänzt, da es den Anforderungen des Volksschulgesetzes von 1873 nicht mehr genügte. Über der Tür des neuen Gebäudes stand in sorbischer Sprache der Spruch „Pas moje jehnjata“ („Hüte meine Lämmer!“). Die Einwohnerzahl des Schulbezirks betrug damals 465, die Schülerzahl 80 bis 90. Die Schulanstalt war eine zweiklassige, einfache sorbisch-deutsche Volksschule. Mit der Angliederung an die Hochkircher Zentralschule im Jahr 1956 wurden in Breitendorf nur noch die ersten vier Klassen unterrichtet.
Das erste Schulhaus wird heute als Wohnhaus genutzt, das zweite wurde 2015 abgerissen und bis zum Sommer 2016 durch ein moderneres Gebäude mit angrenzendem Feuerwehrhaus ersetzt.
Die Freiwillige Feuerwehr besteht im Ort seit 1874. Die damals angeschaffte, von Gustav Adolf Hänel  in Dresden gebaute Handdruckspritze ist im Original funktionstüchtig erhalten. Heute ist die Breitendorfer Feuerwehr unter anderem aufgrund der abgelegenen Lage eine von vier Feuerwehren in der Gemeinde Hochkirch. Die Standorte Plotzen und Zschorna sind als Löscheinheiten untergeordnet.
Im Ort wurde  eine „Gaststätte am Bahnhof“ betrieben, deren Räume bis 1990 als Verkaufsraum für den Konsum genutzt wurden. Das Gebäude ist heute ein Wohnhaus. Auch danach gab es im Ort noch einen kleinen Laden, im "Klunker", der aber seit 2012 geschlossen ist.
Der größte Arbeitgeber ist die Papuso GmbH & Co. KG aus Solingen in Nordrhein-Westfalen, ein Hersteller von Verpackungsmaterialien, der seit 2005 eine Produktionsstätte in Breitendorf betreibt. Diese wurde allerdings 2020 geschlossen.

### Hochwasser
Am 9. Juni 2013 gegen 13.00 Uhr regnete es in Breitendorf und Umgebung im Laufe einer Dreiviertelstunde bis zu 70 Liter pro m². In der Folge trat das Buttermilchwasser wie viele andere Flüsse und Bäche in Sachsen über die Ufer; das Wasser von den umliegenden Feldern schoss in Richtung Bahnbrücke und setzte viele Häuser sowie das Feuerwehrhaus unter Wasser.

### Verkehr
Die Bundesstraße 6 grenzt südlich an die Breitendorfer Flur. Die Bahnstrecke Görlitz–Dresden führt seit 1846 durch den Ort, einen eigenen Bahnhof gibt es seit 1906. Das Bahnhofsgebäude mit Stellwerk, Fahrkartenschalter und Warteraum wurde 1994 vollständig abgetragen. Seitdem ist die Station Haltepunkt für Nahverkehrszüge, sie wird von der Länderbahn (Trilex) und der Ostdeutschen Eisenbahn bedient.